# Paul Misraki
Paul Misraki (28 tháng 1 năm 1908 – 29 tháng 10 năm 1998) là một nhà soạn nhạc người Pháp cho các bản nhạc và phim nổi tiếng. Trong hơn 60 năm, Misraki đã viết nhạc cho 130 bộ phim, phối nhạc cho các đạo diễn như Jean Renoir, Claude Chabrol, Jacques Becker, Jean-Pierre Melville, Jean-Luc Godard, Henri-Georges Clouzot, Orson Welles, Luis Buñuel và Roger Vadim. Vì thành tựu này mà ông được trao tặng Bắc Đẩu Bội tinh.

## Tiểu sử

### Thiếu thời và điện ảnh
Chào đời với tên khai sinh là Paul Misrachi ở Constantinopolis, Đế quốc Ottoman (nay là Istanbul, Thổ Nhĩ Kỳ) trong một gia đình người Do Thái gốc Ý, Pháp, Misraki đã thể hiện năng khiếu sớm về âm nhạc. Ông đến Paris để nghiên cứu về âm nhạc sáng tác kiểu cổ điển, vào những năm 1930 đã trở thành một nghệ sĩ piano, tay chơi nhạc soạn lại, và viết lời cho các bài hát nổi tiếng; trong khoảng thời gian này, ông bắt đầu sáng tác những bản nhạc phim, với tác phẩm đầu tay được biết đến là bộ phim nói đầu tiên của Jean Renoir mang tên On purge bébé, mà ông không được ghi nhận tên tuổi trong êkip làm phim.
Giống như Renoir, Misraki trốn khỏi nước Pháp bị Đức Quốc Xã chiếm đóng trong Thế chiến II. Sau một thời gian ngắn lưu lại ở Argentina, cuối cùng Misraki cũng dọn tới Hollywood, nơi ông dành thời gian sáng tác nhạc cho tất cả các bộ phim Mỹ của Renoir. Sau chiến tranh, Misraki trở về Pháp, làm việc bận rộn suốt những năm 1950, khoảng thời gian ông thường xuyên soạn nhạc cho nửa tá phim trở lên mỗi năm. Bao gồm nhiều bộ phim của Yves Allégret và Jean Boyer, cũng như hai bộ phim của Jacques Becker (Ali Baba et les quarante voleurs và Montparnasse 19) và Mr. Arkadin của Orson Welles.
Thập niên 1960 chứng kiến Misraki chậm lại một chút, chỉ viết 2-3 bản nhạc mỗi năm. Trong thời gian này, ông đã làm việc với nhiều đạo diễn hàng đầu của Pháp thời kỳ này, bao gồm Jean-Luc Godard (với phim Alphaville), Jean-Pierre Melville (với phim Le Doulos) và Claude Chabrol, người mà ông soạn nhạc cho nhiều phim.
Misraki sáng tác gián đoạn trong suốt hai thập kỷ cuối đời. Ông đã sáng tác bản nhạc cuối cùng của đời mình ở tuổi 85; vào thời điểm này, ông đã làm việc gần như độc quyền trong ngành phim truyền hình suốt vài năm liền. Ông qua đời vì nguyên nhân tự nhiên ở tuổi 90 tại Paris.

### Soạn nhạc
Misraki lần đầu tiên được ca ngợi là nhà soạn nhạc và viết lời các bài hát nổi tiếng. Bản hit đầu tiên của ông là bài "Tout va très bien madame la marquise" của năm 1935, và trong sự nghiệp của ông ở Pháp, Mỹ và Argentina, ông đã viết những bài hát thành công bằng tiếng Pháp, tiếng Anh và tiếng Tây Ban Nha.
Năm 1998, ở tuổi 90, Misraki hợp tác với ca sĩ Raquel Bitton cho chuyến lưu diễn nước Mỹ của cô bằng các bài hát của ông trong một CD có tựa đề "In a Jazzy mood".

### Sở thích khác
Ngoài âm nhạc ra, Misraki còn quan tâm đến tôn giáo, UFO học và sự sống ngoài Trái Đất. Misraki là người sớm đề xướng giả thuyết phi hành gia cổ đại. Năm 1962 Misraki xuất bản cuốn sách Les Extraterrestres (Người ngoài hành tinh) bằng tiếng Pháp sau đó được tái bản bằng tiếng Anh với tựa đề Flying Saucers Through The Ages (Đĩa bay qua các thời đại) vào năm 1965, lần đầu tiên ông xuất bản cuốn sách dưới bút danh Paul Thomas khi ông tin rằng nếu danh tính thực sự của mình bị lộ, danh tiếng nhạc sĩ của ông có thể bị tổn hại; tuy về sau ông đành tiết lộ danh tính của mình và một số ấn bản Mỹ của cuốn sách đã được xuất bản dưới tên thật của ông. Trong tác phẩm này, Misraki tuyên bố rằng các thiên thần trong Kinh Thánh là người ngoài hành tinh, rằng Kinh Thánh và các thư tịch cổ xưa khác chứa nhiều vụ chứng kiến đĩa bay UFO và xuyên suốt lịch sử loài người có sự can thiệp từ người ngoài hành tinh. Misraki cũng là một trong những tác giả đầu tiên cho rằng ma quỷ hiện hình có thể là hiện tượng liên quan đến UFO. Nhà UFO học Jacques Vallée đã nghiên cứu một số lý thuyết về UFO của Misraki và đến thăm Misraki ở Paris vào tháng 9 năm 1962 để thảo luận những vấn đề này với ông, trong các tạp chí của mình, Vallée đã mô tả Misraki là một "người có suy nghĩ sâu sắc" và là "học giả tôn giáo".
Misraki cũng là người ủng hộ Pierre Teilhard de Chardin và lý thuyết về điểm omega của ông, và đã viết một số bài báo về tác phẩm của vị học giả này.

## Phim được chọn
- Moutonnet (1936)
- The House Opposite (1937)
- Return at Dawn (1938)
- Beautiful Star (1938)
- I Was an Adventuress (1938)
- Seven Women (1944)
- Devil and the Angel (1946)
- Christmas with the Poor (1947)
- Thirst of Men (1950)
- Dr. Knock (1951)
- The Man in My Life (1952)
- Women of Paris (1953)
- The Other Side of Paradise (1953)
- Ali Baba and the Forty Thieves (1954)
- The Women Couldn't Care Less (1954)
- Mr. Arkadin (1955)
- Three Murderesses (1958)
- We Will Go to Deauville (1962)
- Alphaville (1965)
- Sept hommes et une garce (1967)
- The Porter from Maxim's (1976)